# 박주희 (가수)
박주희(본명: 박은영, 1977년 7월 10일 ~ )은 대한민국의 트로트 가수이다. 국민 애창곡 중 하나인 《자기야》를 부른 가수로 잘 알려져 있다.

## 학력
- 송정동초등학교 졸업
- 송정중학교 졸업
- 전남대학교 사범대학 부설고등학교 졸업
- 조선대학교 법학과 졸업

## 데뷔
- 2001년 1집 앨범 '풀잎'

## 앨범
- 2006년 5월 26일 2집 자기야
- 2012년 3집 섹시하게
- 2013년 4집 오빠야
- 2016년 5집 왜 가니
- 2019년 싱글 청바지

## 수상
- 2016년 MBC가요베스트 대제전 베스트가요상

## 방송
- 2018년 《미스터리 음악쇼 복면가왕》 고음 반 저음 반 아수라백작 (참가자)
- 2020년 《내일은 미스트롯2》

## 경력
- 2022.04. ~ 풋살팀 《FC트롯퀸즈》창단 멤버